# Associação Salgado de Oliveira de Educação e Cultura
A Associação Salgado de Oliveira de Educação e Cultura (ASOEC) é um clube de basquete brasileiro. Ligado à Universidade Salgado de Oliveira (Universo), o clube detém uma franquia para a disputa do Novo Basquete Brasil, principal campeonato da modalidade no país. 
Ao contrário das demais equipes da primeira divisão do basquete nacional, o Universo é uma equipe de basquete itinerante. Entre 2010 e 2015, cedeu sua vaga para o time do Unitri/Uberlândia. Após encerrar a parceria com a equipe da cidade mineira, passou a ter um time próprio e foi para Salvador, permanecendo por lá durante três anos (2015 a 2018) depois de uma fusão com o EC Vitória. Por fim, a equipe se mudou para a Capital Federal em 2018, após uma parceria com o Brasília Basquete. O Universo também se caracterizou por ter sido patrocinador de diversas equipes do basquete brasileiro.  

## História

### 1998-2008: Patrocínios no Campeonato Nacional
A história do Universo no cenário do basquete nacional se inicia em 1998, com o patrocínio da equipe mineira do Unitri/Uberlândia para a disputa do Campeonato Nacional de 1999 e do Campeonato Nacional de 2000.
Em 2001, o Universo ampliou a participação no torneio ao patrocinar o Universo/Ajax no Campeonato Nacional daquele ano. No ano seguinte, a participação do Universo no torneio aumentou para três equipes, ao ser firmada uma parceria com o Minas para a disputa do Campeonato Nacional de 2002 e, na temporada 2003/04, para quatro equipes, com a paceria com o Automóvel Clube Fluminense.
Em 2004, foi a vez de uma quinta equipe disputar a competição sob o "guarda-chuva" do Universo. O IVB Brasília, também conhecido como Lobos Brasília, fundado em 2000 com o apoio da universidade, disputou o Campeonato Nacional de 2004 ao lado dos quatro outros times ligados ao grupo empresarial. Naquele ano, o Unitri/Uberlândia ainda se sagrou campeão brasileiro. 
No ano seguinte, o Universo esteve representado no Campeonato Nacional de 2005 com as equipes de Uberlândia - campeã da Liga Sul-Americana de Basquete daquele ano -, Goiânia e Brasília. Já o Campeonato Nacional de 2006, que contou com a presença das três equipes, não chegou a ser concluído. 
Em 2007, o Universo manteve o patrocínio apenas das equipes de Uberlândia e Brasília, que conquistou o Campeonato Nacional daquele ano. Já no Campeonato Nacional de 2008, apenas a equipe de Brasília contou com o patrocínio do grupo empresarial.

### 2008-10: Primeira franquia no NBB
Um dos membros fundadores da Liga Nacional de Basquete (LNB) em 2008, a ASOEC foi mantenedor do IVB Brasília (ou Lobos Brasília), à época Universo/Brasília, que após a segunda colocação no NBB de 2008-09 conquistou o título do NBB de 2009-10. Nesse período, a equipe ainda se sagrou campeã da Liga das Américas de 2008-09.
Interesses políticos, no entanto, levaram a ASOEC a deixar, em 2010, a franquia na capital federal para o Instituto Viver Basquetebol, que deu sequência ao projeto vitorioso em Brasília no anos posteriores.

### Retorno do Universo/Goiânia
No NBB de 2013-14, a Universo reativou o Universo/Goiânia (antigo Universo/Ajax), mas a equipe durou apenas uma temporada.

### 2010-presente: Segunda franquia no NBB

#### 2010-15: Uberlândia
Quando a LNB foi criada, em 2008, a ASOEC comprou duas franquias para a disputa do NBB. A primeira foi utilizada com o time de Brasília, já a segunda ficou em "stand-by". Durante o Jogo das Estrelas de 2010, o dono das franquias confirmou a reativação do Unitri/Uberlândia para a temporada 2010-11 do NBB, com a utilização da segunda vaga pertencente à ASOEC. Assim, todo o investimento financeiro do grupo Universo-Unitri passou para a equipe mineira. Já a vaga da ASOEC na Capital Federal foi absorvida pelo IVB/Lobos Brasília. O resultado mais expressivo do Unitri/Uberlândia foi o segundo lugar no NBB de 2012-13. 
Para o NBB de 2014-15, o time de Uberlândia teve seu orçamento reduzido e uma grande reformulação do elenco foi iniciada, culminando com uma nova desativação da equipe no fim da temporada.

#### 2015-18: Salvador
Em 2015, a ASOEC desembarcou em Salvador para a disputa do NBB de 2015-16 em parceria com o Esporte Clube Vitória, sendo denominado Universo/Vitória. Essa foi a primeira vez que uma equipe baiana disputou o campeonato.
O melhor resultado do time foi o terceiro lugar no NBB de 2016-17, o que valeu a classificação para Liga Sul-Americana de Basquete, onde não conseguiu avançar à segunda fase e terminou na 12.ª colocação. Após desempenho mediano no NBB de 2017-18, novamente a ASOEC entrou em desacordo com um parceiro. Desta vez, a direção do EC Vitória optou por priorizar as atividades do clube de futebol, levando o Universo a encerrar as atividades em Salvador.

#### 2018-20: Brasília
Após a passagem por Salvador, a ASOEC fechou uma parceria com a LB Produções e Eventos LTDA e se instalou em Brasília, para a disputa do NBB de 2018-19. Com isso, após oito temporadas, o nome Universo/Brasília voltou a figurar no basquete brasiliense, só que agora em outro projeto. Além disso, o clube ocupou o espaço deixado pelo fim do Instituto Viver Basquetebol um ano antes, o que havia deixado a cidade sem um time na primeira divisão do basquete nacional. Após a formação do elenco, foi anunciado o patrocínio da Caixa Econômica Federal à equipe, dando sustentabilidade financeira ao projeto. Devido ao corte que o governo federal impôs em relação ao patrocínio da Caixa em times esportivos, o acordo foi encerrado alguns meses depois.  
No NBB 2018-19, o Universo teve um início complicado, chegando a ter seis derrotas consecutivas e a ocupar a última colocação no NBB. Entretanto, a equipe conseguiu se recuperar e garantiu vaga nos playoffs da competição como a 10.ª melhor equipe. Nas oitavas de final, o adversário foi o Corinthians. O Universo, jogando em casa, venceu a primeira partida da série, mas, apesar de lutar muito, foi derrotado pelo time paulista nas duas partidas seguintes e foi eliminado do certame. No NBB 2019-20, a equipe teve diversos problemas de lesões, além de dificuldades financeiras. Devido a esses problemas, a equipe passou a maior parte do campeonato na parte de baixo da tabela. Quando o NBB foi cancelado por conta da pandemia de COVID-19, o Universo/Brasília Basquete estava na 13.ª posição. Após o término da temporada 19-20, a desgastada parceria entre a LB Produções e Eventos LTDA e a Associação Salgado de Oliveira de Educação e Cultura (ASOEC) foi desfeita e a Universo preferiu não jogar a temporada 2020-21 do Novo Basquete Brasil.  

## Últimas temporadas
- a  Com a criação da Champions League na temporada 2019-20, a Liga das Américas deixou de ser disputada.
- b  Em parceria com o Esporte Clube Vitória
- b  Em parceria com o Brasília Basquete.

- * Por conta da pandemia de COVID-19 a temporada foi cancelada. A posição refere-se à colocação da equipe ao término da fase de classificação, que serviu como colocação final, apesar de não ter sido declarado um campeão. O critério foi utilizado apenas para a distribuição de vagas em torneios internacionais.

Legenda:
| Campeão Vice-campeão | Classificado à Champions League Classificado à Liga das Américas Classificado à Liga Sul-Americana | NBB = Novo Basquete Brasil |